# 13. век
13. век је почео 1. јануара 1201. и завршио се 31. децембра 1300.

## Открића
- Ватрено оружје

## Српски културни простори

### Личности
- Растко Немањић (Свети Сава)

Види такође: космолошка доба, геолошки еони, геолошке ере, геолошка доба, геолошке епохе, развој човека, миленији, векови године, дани